# جاك دوغلاس (ملحن)
جاك دوغلاس (بالإنجليزية: Jack Douglas)‏ هو مهندس ومهندس الصوت ومنتج أسطوانات وملحن أمريكي، ولد في القرن العشرين في ذا برونكس في الولايات المتحدة.

## وصلات خارجية
- جاك دوغلاس على موقع IMDb (الإنجليزية)
- جاك دوغلاس على موقع ميوزك برينز (الإنجليزية)
- جاك دوغلاس على موقع أول ميوزيك (الإنجليزية)
- جاك دوغلاس على موقع ديسكوغز (الإنجليزية)